# 许幸之

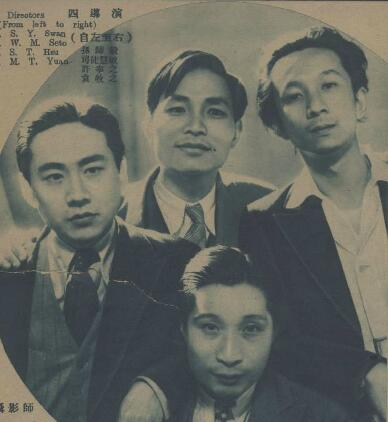
許幸之(最前方者)

許幸之（1904年4月5日—1991年），祖籍安徽歙縣，生于江苏扬州，中国影劇編導、詩歌文學家，決瀾社成員。

## 生平
許幸之生於江蘇省揚州市，早年拜師呂鳳子，1922年上海美術專門學校畢業，1923年在上海東方美術研究所進修，1924年赴日本。1927年被白崇禧逮捕，后被刘海粟和徐朗西营救。1930年2月，與沈葉沉等發起組織左翼美術團體“時代美術社”。1933年任上海天一影片公司美術設計。1935年在上海電通影片公司，導演《風雲兒女》。魯迅去世後，1937年2月許幸之將《阿Q正傳》改編為話劇。
1940年赴苏北抗日根据地，任华中鲁迅文艺学院教授，並设计新四军臂章。
1954年任中央美术学院研究室主任、教授。1991年病逝。